# Pannonien

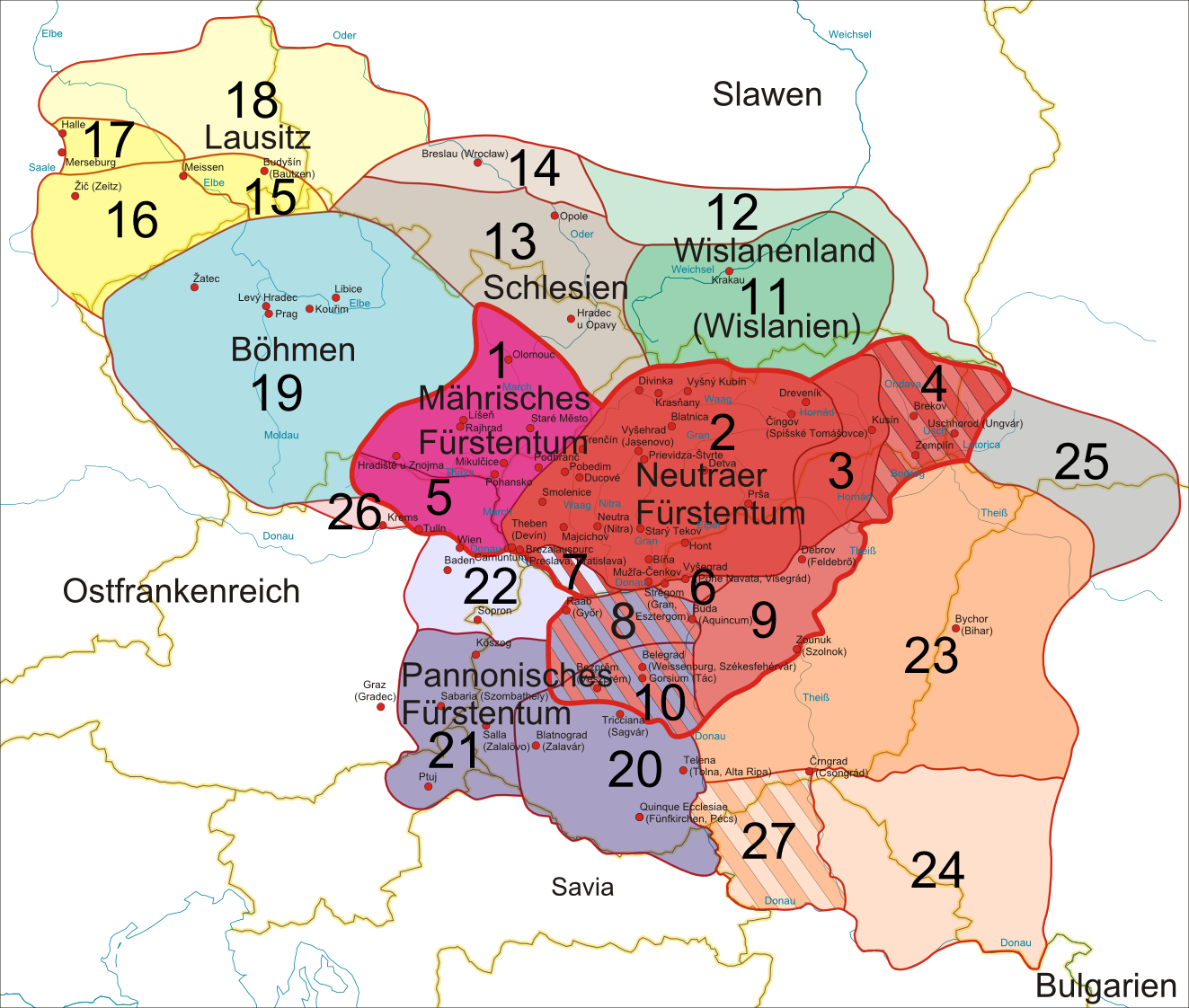
Westslawische Stämme im östlichen Mitteleuropa gegen Ende des 9. Jahrhunderts

Pannonien ist eine historische Landschaft in Westungarn, deren Name sich von der römischen Provinz Pannonia ableitet. Der Name erhielt sich über das Ende der römischen Herrschaft hinaus und wurde bis zur Ankunft der Magyaren in der Pannonischen Tiefebene auch für politische Grenzziehungen eingesetzt.
Karl der Große richtete zur Bekämpfung der Awaren die Awarenmark ein. Sie umfasste:
- Oberpannonien, vom Wienerwald bis zur Raab,
- Unterpannonien, von der Raab bis zur Drau.

Die nördliche und östliche Begrenzung beider Pannonien war die Donau, die Westgrenze war die Linie Wienerwald – Semmering – Fischbacher Alpen und die weitere Wasserscheide zwischen Raab und Mur (Hügelzug Mons Predel) und nach Süden weiter bis zur Drau. Nachbargebiete waren die westlich des Wienerwalds liegende marcha orientalis, an die sich südlich Karantanien anschloss. 
Südlich der Drau lag die Mark Friaul.
In den Feldzügen zwischen 791 und 803 schlug Karl der Große, verbündet mit dem bulgarischen Khan Krum, die Awaren vernichtend. Diese, inzwischen längst sesshaft geworden, verloren nun den Kontakt zu den übrigen Steppenvölkern, und ihr politischer Einfluss schwand.
Anschließend konnte die westslawische Bevölkerung, die seit etwa 200 Jahren in die Region zugewandert war, sich so weit durchsetzen, dass sich eigene Kleinreiche etablieren konnten. Im Westen das Plattensee-Fürstentum, im Norden das Mährerreich und das Fürstentum Nitra und im Osten Transtheissia.
Diese Reiche und die fränkische Awarenmark wurden um 900 mit der magyarischen Landnahme von den Ungarn erobert (siehe Ungarn vor den Magyaren).
Die Region Westpannonien (EuRegio West/Nyugat Pannonia) umfasst das Burgenland und die drei westungarischen Komitate Győr-Moson-Sopron, Vas und Zala.